# Neometrypus amazonus
Neometrypus amazonus är en insektsart som beskrevs av Desutter-grandcolas 1988. Neometrypus amazonus ingår i släktet Neometrypus och familjen syrsor. Inga underarter finns listade i Catalogue of Life.